# Partido Popular Panalemán

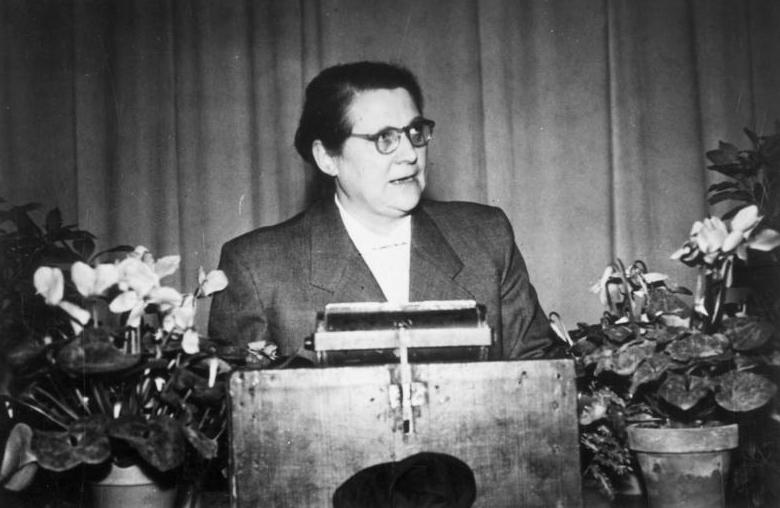
Helene Wessel en el congreso fundacional del partido en 1952

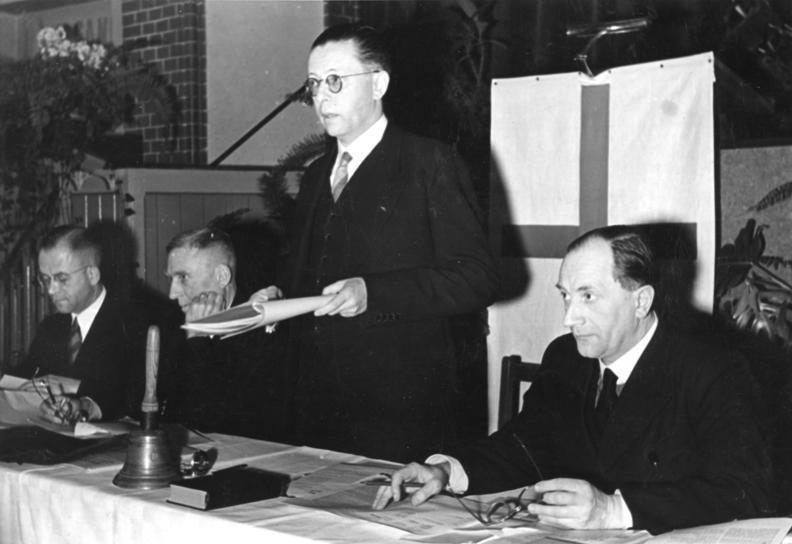
Gustav Heinemann en 1949

El Partido Popular Panalemán (en alemán: Gesamtdeutsche Volkspartei, GVP) fue un partido político que existió en la Alemania occidental. El partido fue fundado el 29 de noviembre de 1952 y dejó de existir en 1957. Era un partido cristiano, pacifista, y burgués de izquierda que se opuso al rearme de la Alemania occidental, ya que consideraba que ello haría imposible la reunificación alemana.

## Historia

### Fundación y objetivos
El partido fue formado por una serie de exmiembros de la CDU y el Partido de Centro y los miembros de la Iglesia Confesante, que se oponían al rearme de Alemania y a una estrecha cooperación con las potencias occidentales. El precursor del partido fue la asociación Notgemeinschaft für den Frieden Europas, fundada en noviembre de 1951 por Gustav Heinemann.
Heinemann había sido miembro de la CDU. Junto con Helene Wessel, expresidenta del Zentrum, y otras dos personas, formaron el Presidium del partido, que no tenía un presidente. Heinemann y Wessel intentaron atraer a los protestantes y a los católicos, al mismo tiempo.
El partido se negó a usar el cristianismo para favorecer al anticomunismo y abogó por combatir los prejuicios raciales y religiosos. En el ámbito económico, el partido no estaba interesado en un programa más preciso debido a las diferentes opiniones entre sus miembros.

### Elecciones y legado
Los primeros comicios federales donde el GVP participó fueron los de 1953, donde sólo logró obtener el 1,3% de los votos. El único éxito electoral del GVP ocurrió en las elecciones regionales de Renania del Norte-Westfalia de 1956, donde el partido obtuvo 78 escaños. Después de obtener un 1,6% en las elecciones de Baden-Wurtemberg de 1956, el GVP se disolvió formalmente el 19 de mayo de 1957. Al momento de su desaparición, el partido recomendó a sus miembros que se unieran al Partido Socialdemócrata de Alemania (SPD). Algunos miembros ya habían dejado el GVP y se habían trasladado al SPD. Inicialmente los socialdemócratas se habían negado a incluir a los miembros del GVP en sus listas para las elecciones federales de 1957, pero finalmente incluyeron a algunos de ellos (entre ellos a Heinemann y Wessel). Esto ayudó al SPD a abrirse paso entre la burguesía cristiana.
Un número de exmiembros del GVP tuvo carreras políticas importantes en el Partido Socialdemócrata: Erhard Eppler fue nombrado ministro federal, al igual que Jürgen Schmude; Diether Posser fue ministro del estado de Renania del Norte-Westfalia. Otros políticos notables, Gustav Heinemann y Johannes Rau, llegaron a ejercer la Presidencia de Alemania.